# Odae-san
Odae-san (koreanska: 오대산) är ett berg i Sydkorea.   Det ligger i provinsen Gangwon, i den norra delen av landet, 140 km öster om huvudstaden Seoul. Toppen på Odae-san är 1 532 meter över havet. Odae-san ingår i Odae-sanmaek.
Terrängen runt Odae-san är huvudsakligen kuperad. Runt Odae-san är det ganska glesbefolkat, med 29 invånare per kvadratkilometer. I omgivningarna runt Odae-san växer i huvudsak blandskog.